# Toimi Pitkänen
Toimi Pitkänen (finès: Toimi Johannes Pitkänen)  (Kuhmalahti, 23 de maig de 1928 - Valkeakoski, 17 de setembre de 2016) fou un remer finlandès que va competir durant les dècades de 1950 i 1960. També va destacar com a esquiador de fons, esport en què es proclamà subcampió finlandès dels 50 km el 1956.
Durant la seva carrera esportiva va prendre part en quatre edicions dels Jocs Olímpics d'Estiu, el 1952, 1956, 1960 i 1964. Als Jocs de Melbourne de 1956 guanyà la medalla de bronze en la prova de quatre amb timoner del programa de rem, formant equip amb Kauko Hänninen, Reino Poutanen, Veli Lehtelä i Matti Niemi. Als Jocs de Roma de 1960 guanyà la medalla de bronze en la prova de dos sense timoner, formant equip amb Veli Lehtelä.
En el seu palmarès també destaquen quatre medalles al Campionat d'Europa de rem, dues d'or i dues de plata, entre 1955 i 1961, així com 29 campionats finlandesos.
El 2009 va rebre el premi Pro Urheilu.